# Acis et Galatée (Lully)
Acis et Galatée (česky Ákis a Galateia, LWV 73) je francouzská opera (pastorale héroïque) od Jeana-Baptiste Lullyho. Libreto napsal Jean Galbert de Campistron na motivy Ovidiových Proměn.
Na rozdíl od svých ostatních oper Lully řadil Acis et Galatée jako pastorale héroïque, což je typ opéra-balletu (své ostatní opery řadil jako tragédie lyrique). Opera také měla pouze tři dějství + prolog, místo Lullyho obvyklých pěti. Jinak se však v hudebním pojetí příliš od ostatních Lullyho děl neliší.
Příběh Ákise a Galateii byl v barokní době velmi oblíbený; námět např. inspiroval také Georga Friedricha Händela, který vytvořil stejnojmennou malou operu Acis et Galatée.

## Vznik a první představení
Opera měla premiéru v Château d'Anet (všechny ostatní Lullyho opery, kromě Cadmus et Hermione, byly uvedeny buď na zámku Saint-Germain-en-Laye, nebo v divadle Palais-Royal a nebo přímo ve Versailles).

## Inscenační historie
Pařížská opera uváděla Acise a Galateu po dlouhou dobu pravidelně. Nová nastudování jsou datována lety 1689, 1695, 1702, 1704, 1718, 1725, 1734, 1744, 1752 a 1762. Představení se konala rovněž u královského dvora, například 20. června 1695 ve Velkém Trianonu. V lednu 1749 uspořádala představení ve Versailles (Théâtre des Petits Appartements) Madame de Pompadour, která při této příležitosti sama zpívala roli Galatée.
Z inscenací mimo Paříž jsou doloženy ty v Lunéville (1706), Lyonu (1710, 1715) a v Rennes (neznámého roku). Mimo Francii se Acis a Galatea hráli v různých úpravách v Bruselu (v letech 1695 a 1705) a na několika místech v Německu: v Darmstadtu (1687), Stuttgartu (1698), Berlíně. V Hamburku, významném centru rané německé opery, kde se nalézalo první veřejné operní divadlo, byla opera Acis a Galatea uvedena roku 1689 jako první opera cizího skladatele v tomto městě; v roce 1695 byla reprízována.
V moderní době oživili Acise a Galateu muzikolog Henry Prunières a dirigent Pierre Monteux. V listopadu 1933 operu uvedli v Amsterodamu, kde tehdy Monteux působil, s místním Concertgebouworkest a zpěváky z Théâtre de l'Opéra-Comique a v kombinaci s Ravelovou Španělskou hodinkou. V roce 1937 vysílala operu rozhlasem BBC, s odstupem následovala koncertní provedení v New Yorku (1980), v Théâtre des Champs-Élysées (1991) a na festivalu barokní hudby v Beaune (1996); z tohoto koncertu, řízeného Markem Minkowskim, byla vydána nahrávka. Pastorále bylo dále provedeno roku 2000 na francouzském velvyslanectví ve Washingtonu a roku 2005 na University of Maryland.

## Osoby a první obsazení
| Role                                                                                       | Hlas         | Premiéra, 6. září 1686     |
| ------------------------------------------------------------------------------------------ | ------------ | -------------------------- |
| Prolog                                                                                     |              |                            |
| Diane (Diana)                                                                              | mezzosoprán  |                            |
| Hojnost                                                                                    | soprán       |                            |
| Comus                                                                                      | tenor        |                            |
| Apollo (Apollón)                                                                           | tenor        |                            |
| Dryády, faunové a jiná přírodní božstva; průvod Hojnosti; Comův průvod                     |              |                            |
| Pastorále                                                                                  |              |                            |
| Acis (Ákis), pastýř, milující Galatée                                                      | haute-contre | Louis Gaulard Dumesny      |
| Galatée (Galatea), mořská nymfa, dcera Nérea a Dóris                                       | soprán       | Marie Le Rochois           |
| Poliphème (Polyfémos), kyklop, syn Neptuna, milující Galatée                               | basbaryton   | Jean Dun                   |
| Telème (Telémos), pastýř, milující Scyllu                                                  | tenor        |                            |
| Scylla (Skylla), pastýřka, přítelkyně Galatée                                              | soprán       | Françoise (Fanchon) Moreau |
| Tircis, pastýř, milující Amintu                                                            | tenor        |                            |
| Aminte (Aminta), pastýřka                                                                  | soprán       |                            |
| Neptune (Neptun)                                                                           | bas          |                            |
| kněz Junonin                                                                               | tenor        |                            |
| Průvod Poliphèmův; průvod Junonina kněze; průvod Neptunův; sbor mořských bohů, řek a najád |              |                            |

## Děj opery

### Prolog
(Zámek Anet) Bohyně lovu Diana vítá na svém zámku syna „nejmocnějšího a nejspravedlivějšího krále“ (recitativ Qu'avec plaisir je reviens en ces lieux). Víta jej jménem svých družek i jedna z lesních víl (dryáda) a jeden ze sylvánů popisuje slavnosti, která pro královského syna připravili (árie Nous avons préparé pour lui). Všichni se dávají do tance (menuet, sbor Suivons les mouvemnts de notre ardeur fidèle). S pochodem přicházejí božstva plného stolu, Hojnost a Comus, kteří jsou při každé zábavě potřební (recitativ Dans les jours de réjouissance a sbor Unissons nos efforts). Z nebes sestoupí i Apollón, který vyslovuje chválu hrdinského krále a vybízí jeho přítomného, aby ve všech ctnostech následoval otce (doprovázený recitativ a árie Apollon en ce jour approuve votre zèle… Digne fils de ce conquérant). Na Apollonův a Comův pokyn se neprodleně začíná s představením (sbor Apollon flatte nos vœux a menuet).

### 1. dějství
(Příjemné místo na břehu sicilského moře) Pastýř Acis čeká na břehu moře a vzdychá po své milované Galatei (doprovázený recitativ C'est en vain qu'en ces lieux j'ai devancé Aurore). Připojuje se k němu jeho přítel Telémos, který je také nešťastně zamilován do pastýřky Skylly (árie Vous n'êtes seul de qui la voix plaintive), ale Acis je přesvědčen, že jeho neštěstí je větší, neboť se on jako smrtelník zamiloval do nesmrtelné nymfy (árie Pouvez-vous comparer vos maux à mes malheurs?). Telémos ho utěšuje tvrzením, že bohyně nebývají nejzdráhavějšími milenkami, a oba vzdychají pro svou lásku. Pak Telémos odchází hledat svou milou jinde a Acis začíná být netrpělivý (doprovázený recitativ Faudra-t-il encore vous attendre). Objevuje se Galatea, údajně hledající svou přítelkyni. Acisovu naléhavému vyznání vzdoruje a označuje jeho snahy za marné. Zůstává s ním však na místě, aby se potěšila rozkošným klidným zákoutím, kde je snad v bezpečí před svým jiným nápadníkem, obrem Polyfémem. Vrací se Telémos se Skyllou, která je k němu ještě odmítavější než Galatea k Acisovi. Oba milovníci si stěžují na svůj osud (duet O ciel! quel destin est le nôtre?) a Galatea a Skylla je kárají za jejich unylé naříkání, který vyvolává spíše trapné rozpaky než náklonnost.
Jako kontrast oběma párům právě přichází skupina tančících a zpívajících pastýřů v čele se šťastně zamilovanými Tircisem a Amintou (duet se sborem Que l'Amour qui nous einchaîne). Jejich radování přeruší hluk a všichni až na Galateu prchnou. Přichází totiž Polyfémos, který ji všude hledá (pochod a recitativ Je regarde partout, et ma recherche est vaine). Jakmile Galateu spatří, vyznává jí lásku – již ona jediná byla schopna vznítit v jeho srdci – a nabízí své bohatství a svou moc (árie Vous voyez, charmante déesse). Chce pro ni uspořádat nádhernou slavnost a Galatea, aby se ho zbavila, svoluje.

### 2. dějství
(Krajina méně hostinná než v prvním dějství) Acis vyčítá Galatei, že svolila k tomu, aby pro ni Polyfémos uspořádal slavnost. Galatea jej nejprve odbývá s tím, že mu není ničím povinována a že jí nemá co vyčítat. Acis se tedy rozhoduje konfrontovat obra přímo, a tím se vydat jisté smrti. Tím vzbudí v Galatei konečně pohnutí a ta jej od jeho úmyslu zrazuje, přičemž mu přizná svou dosud tajenou náklonnost (recitativní dialog Quoi, vous avez promis d'assister à la fête). Přicházejí Skylla a v jejím zápatí Telémos. Galatea a Acis jim vyprávějí, k čemu mezi nimi došlo, a vyzývají i své přátele k usmíření. Podle Skylly ale ani dotírání, ani dobrý příklad nemohou vzbudit v jejím srdci skutečnou lásku, a Teléma znovu odmítá (árie Vous l'avez entendu cent fois). Telémos se tedy rozhoduje od své lásky rázně upustit a na odchodu vyhrožuje Skylle pomstou bohů, kteří ji brzy připraví o její vnady (recitativ 'C'en est trop!... Cependant redoutez la vengeance des dieux). Skylla se však neleká. Galatea – která sama naléhání svého ctitele podlehla – jí vyčítá krutost a její přítelkyně ve zlém odchází.
Acis a Galatea Skyllino odmítání lásky svorně odsuzují (duet Quelle erreur loin de nous précipite ses pas!) Galatea Acisovi prozrazuje, že svou povolnost již dávno připravovala a že v Junonině chrámu je již všechno uchystáno k urychlenému sňatku, a vysílá svého nastávajícího napřed, aby dokončil přípravy. Sama pak dává průchod své úlevě a radosti z toho, že konečně přiznala svou lásku (chaconne, doprovázený recitativ Q'une injuste fierté nous cause de contrainte a árie Doux transports d'une âme contente). To již přichází Polyfémos se svými služebníky a připravují slavnost na Galateinu počest (pochod, zpěv Polyféma a sbor Qu'à l'envi chacun se presse). Polyfémos opět vyznává Galatei svou lásku (árie Connais, puissant Amour, ta dernière victoire), jeho průvod opěvuje krásnou nymfu (sbor O vous! adorable immortelle) a přicházejí kyklopové (pochod ů). Na obrovo naléhání k sňatku Galatea odpoví vytáčkou: může se provdat jen se souhlasem svého otce, boha Nérea. Potěšený Polyfémos si je jistý Néreovým souhlasem a chvátá jej získat (árie Pour hâter mon bonheur je vais tout entreprendre).

### 3. dějství
(Úzké prostranství ve skalách pod horou Etnou s chrámkem Junony) Junonin kněz vítá snoubence a všechny hosty a prosí bohy, aby byli páru příznivi (doprovázený recitativ Vous qui dans ces lieux solitaires). K modlitbě se připojují i ostatní přítomní (sbor Puissent-ils prés de nous trouver un sûr asile). Když kněz odvádí Acise a Galateu do chrámu, objeví se na skále Polyfémos. Poznává, že byl přelstěn, a zuří žárlivostí (recitativ Que vois-je? quel objet pour un amant jaloux?). Všichni se při pohledu na něj rozprchnou. Polyfémos se rychle blíží a novomanžele stíhá s vražednými úmysly (doprovázený recitativ Quel chemin ont-ils pris, ces amants trop heureux a árie Mais commençons d'exercer mon corroux). Když je dostihne, spasí se Galatea skokem do moře, ale Acis zaváhá a Polyfémos jej bez váhání rozdrtí obrovským balvanem. Obr je spokojen se svou pomstou a cítí se osvobozen od lásky ke zrádné nymfě (árie Il est mort, l'insolent, j'ai trompé son attente).
Když vidí, že obr odešel, vrací se Galatea s úlevou na břeh a hledá Acise; brzy však ke svému zděšení najde jeho pozůstatky. Oplakává jej, lituje své nesmrtelnosti, která jí brání následovat svého milence do podsvětí, proklíná obra, na nějž posílá lítice, a nakonec prosí vodní božstva Thetis a Neptuna, aby Acise oživili (doprovázený recitativ Enfin j'ai dissipé ma crainte a árie Que ne puis-je expirer après ce coup funeste?... Puissantes divinités). Z moře vystupuje Neptun, který vyslyší Galatein nářek (doprovázený recitativ Je sors de mes grottes profondes). Svolává všechna vodní božstva a s jejich pomocí vzkřísí Acise k novému životu v podobě řeky (sbor Nous accourons qu seul bruit de ta voix). Milenci se shledávají a Neptun jim slibuje věčné blaho (árie Jouissez des biens éternels). Najády tančí a zpívají chvalopěv lásce, která vítězí nad přísností, nenávistí a hněvem (duet najád a sbor Sous ses loix l'Amour veut qu'on jouisse).

## Nahrávka
- červenec 1996 (Deutsche Grammophon, 2 CD 1998). Zpívají: (Galatée) Véronique Gens, (Acis) Jean-Paul Fouchécourt, (Polyphème) Laurent Naouri, (Aminte / Hojnost / První najáda) Mireille Delunsch, (Apollon / Télème / Junonin kněz) Howard Crook, (Diane / Druhá najáda) Monique Simon, (Scylla, Dryáda) Françoise Masset, (Comus) Jean-Louis Meunier, (Tircis) Rodrigo del Pozo, (Neptune / Sylván) Thierry Felix. Sbor a orchestr Les Musiciens du Louvre řídí Marc Minkowski.